# 臺灣劈裂介
臺灣劈裂介（学名：Cletoeythereis taiwanica）为粗面介科劈裂介屬下的一个种。